# オルフォイスへのソネット
『オルフォイスへのソネット』（独：Die Sonette an Orpheus）はボヘミア・オーストリアの詩人、ライナー・マリア・リルケによって1922年に書かれた55篇の連作詩。

## 概要
主にオウィディウスの『変身物語』とウェルギリウス『ゲオルギカ』の挿話を下敷きにしながら、オルフォイス（オルフェウス）が樹木や海と交感するさまを描く。
このころリルケは芸術家のパトロンとして知られていた富裕な商人の招きで、スイスのローヌ渓谷にあるミュゾー城に、当時の恋人クロソフスカとともに滞在していた。リルケはここでポール・ヴァレリーやミケランジェロの著作をドイツ語に翻訳する仕事に着手していた。リルケの娘の友人だったヴェラ・クヌープが幼くして命を落としたという知らせに衝撃を受け、寝食を忘れて執筆に没頭し、わずか３週間で全編を完成させた。
詩の中では植物や動物が人間と自由に言葉を交わし、ヴェラを思わせる少女が死と再生を体験してゆく。リルケは「ヴェラの姿が、作品全体の流れを支配し動かしている」と知人への書簡で書いている。
同じ年に完成した詩集『ドゥイノ悲歌』と並んで、しばしばリルケの最高傑作と評されるが、音の響きの豊かさに比べて意味の曖昧さが際立つとしてムージルが本作を「リルケの作品では例外的な失敗」と断じるなど、早くから批判にさらされた作品でもある。
エイノユハニ・ラウタヴァーラは、本作第1巻の最初の5編による『5つのオルフェウスに寄せるソネット』("Fünf Sonette an Orpheus"、1954年)を作曲している。

## 関連文献

### 欧文
- Martens, Lorna, Shadow Lines: Austrian Literature from Freud to Kafka, Lincoln: University of Nebraska Press, 1996.
- Mörchen, Hermann, Rilkes Sonette an Orpheus, Stuttgart: Kohlhammer, 1958.
- Parry, Idris, “Space and Time in Rilke's Orpheus Sonnets,” Modern Language Review 58 (1963).
- Ryan, Judith, Rilke, Modernism, and Poetic Tradition, Cambridge: Cambridge University Press, 1999.
- Segal, Charles, Orpheus: The Myth of the Poet, Baltimore, Maryland: Johns Hopkins University Press, 1989.
- Sprengel, Peter, “Orphische Dialetik: Zu Rilkes Sonett ‘Sei allem Abschied voran’ (Sonette an Orpheus II, 13),” in Gedichte und Interpretations, vol. 5, edited by Hartung, Harald , Stuttgart: Reclam, 1983.

### 邦文
- 田口義弘 『リルケ―オルフォイスへのソネット』 河出書房新社、2001年
- 助広剛 『リルケ「オルフォイスへのソネット」訳と鑑賞』 芸林書房、2002年
- 星野慎一・小磯仁 『リルケ』 清水書院「人と思想」、2001年、新版2016年。192-200頁